# Zlata vrijedan
Zlata vrijedan je projekt u organizaciji ministarstva poljoprivrede Republike Hrvatske i Večernjeg lista. Projekt je izbor najboljeg obiteljskog poljoprivrednog gospodarstva (OPG). Potporu projektu daju HRT, sve hrvatske županije i Grad Zagreb.

## Kandidatura
Prijave kandidata prikupljaju županije i Grad Zagreb. 
Nekoliko je kategorija za dodjelu nagrade. Od 2015. postoji kategorija najbolji mladi poljoprivrednik. Kandidate za nagradu prijavljuju županije i Hrvatska poljoprivredna komora. Županije nominiraju na Projekt OPG-a i jednog mladog poljoprivrednika. Uvjet je da isti nisu pobijedili na lanjskom izboru. Hrvatska poljoprivredna komora nominira 2 OPG-a po županiji.

## Ocjenjivanje i izbor
Za ocjenjivanje i odabir ulogu ima obiteljska i regionalna sastavnica te posebnosti proizvodnje na određenim područjima. Nakon što žiri provjeri kandiate, izabrat će 21 OPG, po 1 najbolji iz svake županije te 21 Mladu nadu. Svaki član žirija bodovat će s 3, 2 i 1 bodom. 
Nakon ovog koraka stručni žiri odabrat će prvoplasiranog, drugoplasiranog i trećeplasiranog od 21 nominiranog OPG-a. Isto tako od 21 Mlade nade odabrat će 3 najbolje.
U finalu se izabire najboljeg. Glasovanje je javno, a jedino tajno glasovanje bit će za prvo mjesto. Pri izboru četvrtog mjesta – najboljeg OPG-a, ulogu će igrati glasovi čitatelja Večernjeg lista, putem SMS-a i telefonskim pozivima. Glasovanje preko mrežne stranice bit će anketno.
Izbor najboljeg OPG-a odvijat se tijekom svibnja, lipnja i srpnja.
Cilj projekta Zlata vrijedan jest:
- istaknuti najbolje obiteljske proizvođače iz cijele Hrvatske[1]
- ispričati pozitivne priče o najuspješnijima[1]
- pokazati koliko je poljoprivreda važna za Hrvatsku.[1]

## Vanjske poveznice
- Večernji list  Arhivirana inačica izvorne stranice od 7. lipnja 2016. (Wayback Machine) Zlata vrijedan - Dom i vrt - umijeće življenja
- Večernji list  Arhivirana inačica izvorne stranice od 3. kolovoza 2016. (Wayback Machine) Pravila nagradne igre 'Biramo najbolji OPG'. Objava: 28. kolovoza 2015.